# Mount Elgons nationalpark (Uganda)
För den kenyanska nationalparken med samma namn, se Mount Elgons nationalpark (Kenya).
Mount Elgons nationalpark (engelska: Mount Elgon National Park) är en nationalpark nära Mbale i östra Uganda som skyddar 1 145 km² av vulkanen Mount Elgons sluttningar.  Bergets högsta topp, 4 321 m ö.h. ligger inom nationalparksgränsen.
Nationalparken, som inrättades 1992, är Ugandas fjärde största.